# Luis Felipe Gutiérrez
Luis Felipe Gutiérrez (Pinar del Río, 8 de enero de 1988) es un deportista cubano que compitió en atletismo adaptado. Ganó tres medallas en los Juegos Paralímpicos de Verano en los años 2008 y 2012.

## Palmarés internacional
| Juegos Paralímpicos | Juegos Paralímpicos   | Juegos Paralímpicos | Juegos Paralímpicos   |
| Año                 | Lugar                 | Medalla             | Prueba                |
| ------------------- | --------------------- | ------------------- | --------------------- |
| 2008                | Pekín (China)         | Medalla de bronce   | 100 m T13             |
| 2012                | Londres (Reino Unido) | Medalla de oro      | Salto de longitud F13 |
| 2012                | Londres (Reino Unido) | Medalla de plata    | 100 m T13             |